# グスタボ・A・マデロ (メキシコシティ)
グスタボ・A・マデロ（スペイン語: Gustavo A. Madero）は、メキシコシティを構成する16の管轄区域のひとつである。メキシコシティの北東端にあたる。アステカ時代に女神トナンツィンの聖地であるテペヤックの丘があり、テノチティトランから堤道が築かれた。スペイン植民地時代にはグアダルーペの聖母が信仰された。かつてグアダルーペ・イダルゴと呼ばれていたが、1931年に現在の名前になった。
多数のスポーツ施設、メキシコ国立工科大学、メキシコ国立自治大学のいくつかのキャンパス、およびサン・フアン・デ・アラゴン公園などの娯楽施設がある。

## 名称
現在の名前はメキシコ革命の政治家で、フランシスコ・マデロ大統領の弟であるグスタボ・A・マデロを記念してつけられた。古くはテペヤック（ナワトル語で「丘の鼻の場所」）として知られ、その後グアダルーペの聖母の出現とミゲル・イダルゴを記念してグアダルーペ・イダルゴと呼ばれた。

## 地理
グスタボ・A・マデロはメキシコシティ北東端に位置し、面積は95平方キロメートルである。北と東はメヒコ州との境をなす。南はベヌスティアーノ・カランサおよびクアウテモク、西はアスカポツァルコに接する。大部分の土地は平坦で、平均標高は2,240メートルだが、北部のメヒコ州との境はグアダルーペ山地の一部をなし、約2,900メートルに達する。

## 人口
2010年の人口は1,185,772人で、イスタパラパに次いで2番目に多い。市街地の人口密度は1平方キロメートルあたり13,599人で、メキシコシティで5番目に多い。

## 見どころ

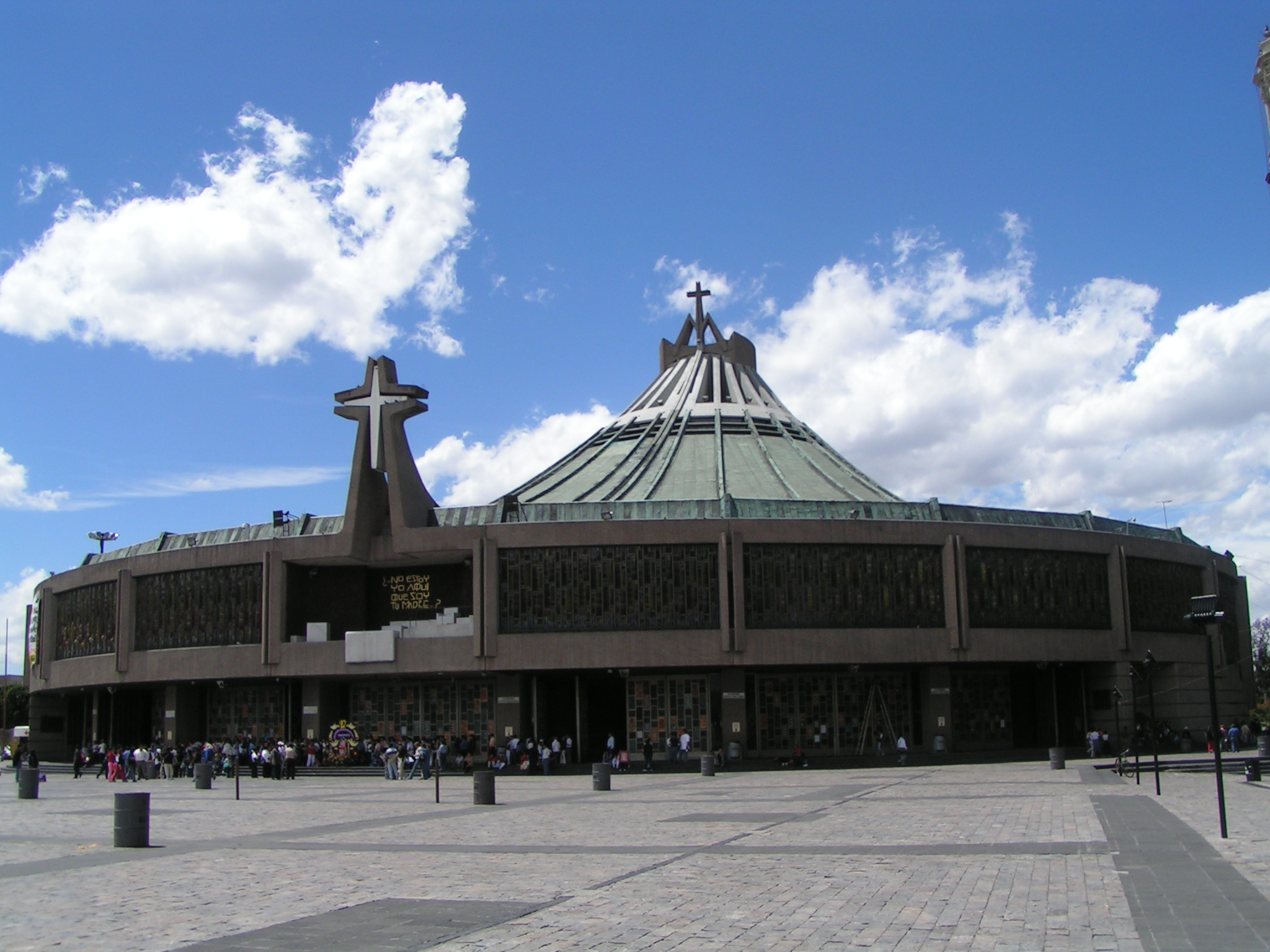
グアダルーペ寺院の新聖堂

- グアダルーペの聖母の聖域。グアダルーペ寺院、ポシト礼拝堂、テペヤックの丘、パンテオン、マリアナ広場など。グアダルーペ寺院の新聖堂は1976年に完成し、1日あたり2万人が訪れる。
- サン・フアン・デ・アラゴン公園および動物園
- メスティサヘ公園 - インディオス・ベルデス（緑のインディオ）のあだ名で知られるアステカのトラトアニ（イツコアトルとアウィツォトル）の銅像がある。かつてはメキシコシティ地下鉄3号線のインディオス・ベルデス駅のところにあったが、バスターミナルを作るために2005年に移転した[6]。
- ルイス・エンリケ・エロ・プラネタリウム
- 鉄道博物館

## イベント
グアダルーペの聖母が出現した12月12日がもっとも重要な祭であり、メキシコ各地から何百万人もの巡礼者が訪れる。
プエブロ・サン・フアン・デ・アラゴンの住民は、1862年5月5日のプエブラの会戦でイグナシオ・サラトガ将軍がフランス軍を破った様子を毎年再現する。

## 歴史

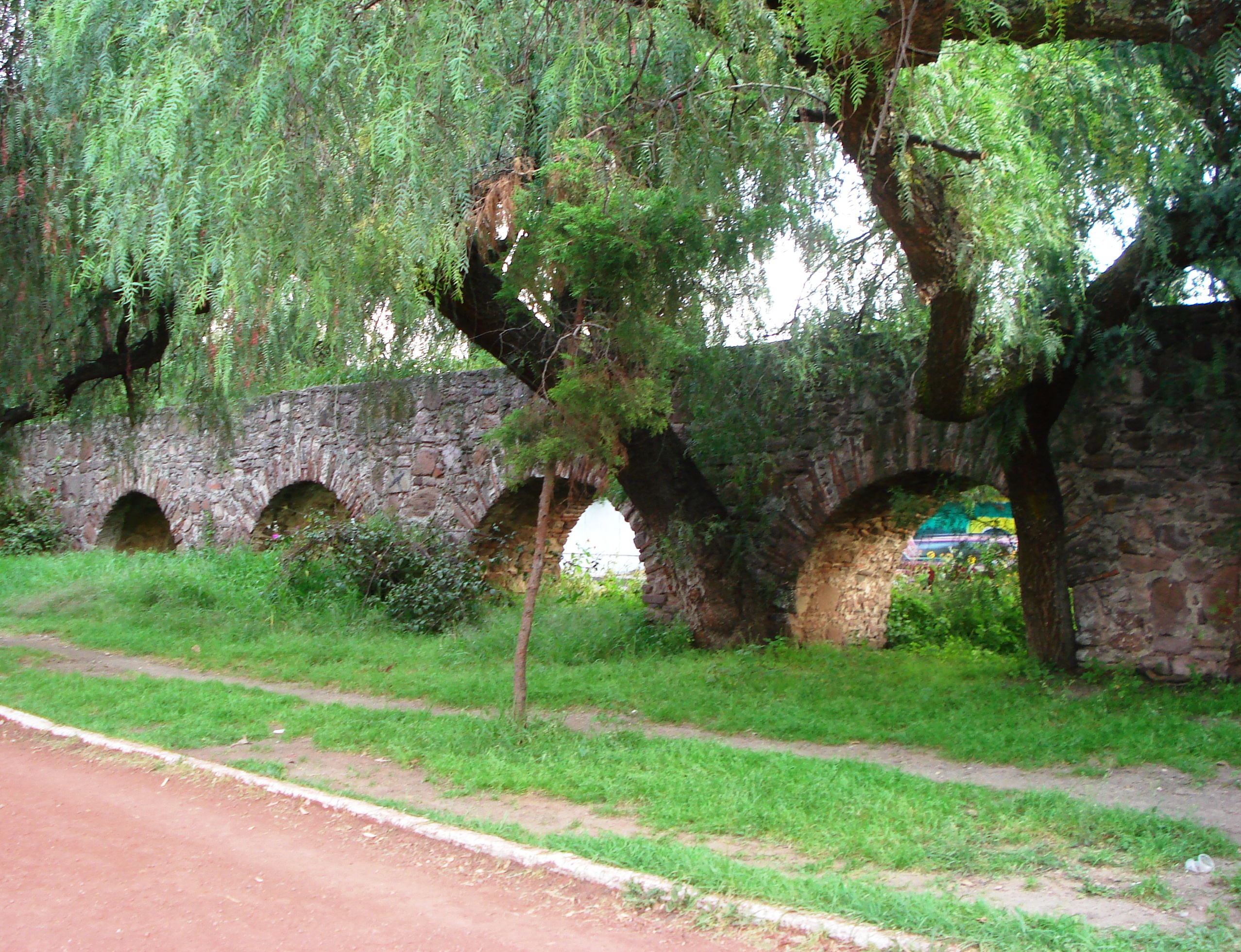
グアダルーペ水道

テスココ湖の岸には紀元前からすでに人が住んでいた。アステカ時代の15世紀にはテノチティトランと女神トナンツィンの聖地であるテペヤックの丘を結ぶ堤道が築かれたが、現在のミステリオス道路にあたる。スペイン植民地時代にはグアダルーペの聖母の寺院が信仰された。またメキシコシティとベラクルスを結ぶ街道の入口がビジャ・デ・グアダルーペにあったため、首都を訪れる旅行者や商人は必ずここに宿泊した。
18世紀にはグアダルーペ水道が開通した。1751年6月24日に町はビジャ・デ・グアダルーペと呼ばれるようになった。1828年にビジャ・デ・グアダルーペ・イダルゴ（当時の名称）は市(ciudad)に昇格した。1848年にここでグアダルーペ・イダルゴ条約が締結された。
1928年にメキシコシティ連邦区には13の区が成立したが、グアダルーペ・イダルゴはそのひとつだった。1931年にグスタボ・A・マデロ区に改められた。